# Caio Júlio Galo
Caio Júlio Galo (em latim: Gaius Iulius Gallus) foi um senador romano nomeado cônsul sufecto para o nundínio de setembro a dezembro de 124 com Caio Valério Severo. Segundo Tácito, era da gente Júlia.